# FIRA Women's European Championship División B 2007
El FIRA Women's European Championship División B de 2007 fue la sexta edición del torneo femenino de rugby.

## Equipos participantes
- Selección femenina de rugby de Alemania
- Selección femenina de rugby de Bélgica
- Selección femenina de rugby de Finlandia
- Selección femenina de rugby de Luxemburgo
- Selección femenina de rugby de Noruega
- Selección femenina de rugby de Rumania
- Selección femenina de rugby de Serbia
- Universitarias de Francia

## Desarrollo

### Grupo A
| Pos. | Equipo     | Encuentros | Encuentros | Encuentros | Encuentros | Tantos  | Tantos    | Tantos     | Puntos Totales |
| Pos. | Equipo     | jugados    | ganados    | empatados  | perdidos   | a favor | en contra | diferencia | Puntos Totales |
| ---- | ---------- | ---------- | ---------- | ---------- | ---------- | ------- | --------- | ---------- | -------------- |
| 1    | Bélgica    | 3          | 3          | 0          | 0          | 185     | 0         | +185       | 9              |
| 2    | Rumania    | 3          | 2          | 0          | 1          | 103     | 20        | +83        | 7              |
| 3    | Luxemburgo | 3          | 1          | 0          | 2          | 20      | 111       | -91        | 5              |
| 4    | Serbia     | 3          | 0          | 0          | 3          | 0       | 177       | -177       | 3              |

#### Partidos
| 11 de abril | Bélgica | 73 - 0 | Luxemburgo |  |  |

| 11 de abril | Bélgica | 20 - 0 | Serbia |  |  |

| 11 de abril | Rumania | 65 - 0 | Serbia |  |  |

| 12 de abril | Bélgica | 20 - 0 | Rumania |  |  |

| 12 de abril | Luxemburgo | 20 - 0 | Serbia |  |  |

| 12 de abril | Rumania | 38 - 0 | Luxemburgo |  |  |

### Grupo B
| Pos. | Equipo                    | Encuentros | Encuentros | Encuentros | Encuentros | Tantos  | Tantos    | Tantos     | Puntos Totales |
| Pos. | Equipo                    | jugados    | ganados    | empatados  | perdidos   | a favor | en contra | diferencia | Puntos Totales |
| ---- | ------------------------- | ---------- | ---------- | ---------- | ---------- | ------- | --------- | ---------- | -------------- |
| 1    | Universitarias de Francia | 3          | 3          | 0          | 0          | 134     | 25        | +109       | 9              |
| 2    | Alemania                  | 3          | 2          | 0          | 1          | 94      | 19        | +75        | 7              |
| 3    | Finlandia                 | 3          | 0          | 1          | 2          | 20      | 76        | -56        | 4              |
| 4    | Noruega                   | 3          | 0          | 1          | 2          | 15      | 133       | -1118      | 4              |

#### Partidos
| 11 de abril | Universitarias de Francia | 19 - 14 | Alemania |  |  |

| 12 de abril | Universitarias de Francia | 42 - 15 | Finlandia |  |  |

| 13 de abril | Universitarias de Francia | 73 - 3 | Noruega |  |  |

| 13 de abril | Alemania | 32 - 0 | Finlandia |  |  |

| 13 de abril | Alemania | 48 - 0 | Finlandia |  |  |

| 13 de abril | Finlandia | 12 - 12 | Noruega |  |  |

### Séptimo Puesto
| 15 de abril | Noruega | 62 - 0 | Serbia |  |  |

### Quinto Puesto
| 15 de abril | Finlandia | 14 - 7 | Luxemburgo |  |  |

### Tercer Puesto
| 15 de abril | Alemania | 15 - 0 | Rumania |  |  |

### Final
| 15 de abril | Universitarias de Francia | 13 - 7 | Bélgica |  |  |